# Nxaunxau
Nxaunxau – wieś w Botswanie w dystrykcie North West. Według spisu ludności z 2011 roku wieś liczyła 400 mieszkańców.